# Islamia pusilla
Islamia pusilla is een slakkensoort uit de familie van de Hydrobiidae. De wetenschappelijke naam van de soort is voor het eerst geldig gepubliceerd in 1951 door Piersanti.